# Absorption aurorale
L’absorption aurorale est l’absorption d’ondes radioélectriques pendant le lever du soleil. Il provoque l’absence complète d’échos ionosphériques.